# Ballettmusik aus "Der Karneval in Rom"
Ballettmusik aus "Der Carneval in Rom" är en komposition (utan opusnummer) av Johann Strauss den yngre. Den spelades första gången den 1 mars 1873 på Theater an der Wien i Wien.

## Historia
Den 1 mars 1873 hade Johann Strauss andra operett Der Karneval in Rom premiär på Theater an der Wien. Den spelades 54 gånger enbart under första året. En av teaterns direktörer, Maximilian Steiner (1830-80), hade tidigare önskat att Strauss skulle komponera flera balettscener i det nya scenverket. Vid premiären ingick följande tre nummer i balettscenen: Ländler (framförd av 12 dansöser), La fête du Carnival (för tre dansöser), Intermezzo (för 30 dansare), Ballet der Clowns und Blumen (för nio dansöser och operabalett) och Finale (alla solister och operebalett).
I tidningarna ådrog sig balettscenerna mycken uppmärksamhet. Fremden-Blatt skrev den 2 mars 1873 att "operettens effektfullhet förstärktes av distinkta balettmellanspel". Det första konsertanta framförandet av den ursprungliga balettmusiken gavs vid en promenadkonsert i Gyllene salen i Musikverein den 25 mars 1873 under ledning av Capelle Strauss och Eduard Strauss. Vid samma tillfälle dirigerade Eduard Strauss även det första framförandet av operettens ouvertyr. I juli 1873 utgav förläggaren Friedrich Schreiber klaverutdrag av balettmusiken arrangerad av Richard Genée. Inget orkestermaterial gavs ut.
Det var utifrån Genées arrangemang som Straussforskaren Max Schönherr (1903-84) senare använde som underlag för sin egen version av balettmusiken. Schönherr orkestrerade Schreibers klaverutdrag på sitt eget sätt och använde sig att ett musikaliskt slut som inte återfanns i Genées version.

## Om verket
Speltiden är ca 7 minuter och 2 sekunder plus minus några sekunder beroende på dirigentens musikaliska tolkning.

## Weblänkar
- Ballettmusik aus "Der Carneval in Rom" i Naxos-utgåvan.